# Piet Rentmeester
Piet Rentmeester (Yerseke, 1938. augusztus 27. – Yerseke, 2017. február 11.) holland kerékpárversenyző.

## Pályafutása
1959 és 1966 között versenyzett profi kerékpárosként. Az országútikerékpár-világbajnokságon 1961-ben és 1962-ben a 11. helyen végzett. 1962-ben megnyerte a Párizs–Camembert és a Kuurne–Brüsszel –Kuurne versenyeket. Az 1966-os szezon végén vonult vissza az aktív sportolástól.

## Sikerei, díjai
- 1958
  - Olympia's Tour: két szakaszgyőzelem (5. és 6.)
  - Tour de Flandre occidentale: győztes és három szakaszgyőzelem (3b., 4b., és 5.)
  - Tour du Limbourg: győztes
- 1960
  - Országútikerékpár-világbajnokság: 21.
  - GP Fichtel & Sachs: győztes
- 1961
  - Országútikerékpár-világbajnokság: 11.
  - Ronde van Nederland: két szakaszgyőzelem (1b. és 3.)
  - Tour du Nord: 1 szakaszgyőzelem (3.)
  - Gent–Brugge–Antwerpen: győztes
  - Flandriai körverseny: 35.
  - Párizs–Roubaix-kerékpárverseny: 69.
- 1962
  - Országútikerékpár-világbajnokság: 11.
  - Párizs–Camembert: győztes
  - Kuurne–Brüsszel –Kuurne: győztes
  - Párizs–Roubaix-kerékpárverseny: 17.
  - Liège–Bastogne–Liège: 14.
- 1963
  - Tour de Feyenoord: győztes
  - Brüsszel–Charleroi–Brüsszel: győztes
- 1964
  - GP Ignacio: győztes
  - Volta a Cataluña: egy szakaszgyőzelem (8.)
  - Vuelta a Andalucía: egy szakaszgyőzelem (8.)